# Stèle « Ville de la gloire militaire » de Petropavlovsk-Kamtchatski
La stèle « Ville de la gloire militaire » est une stèle de la ville d'Extrême-Orient russe de Petropavlovsk-Kamtchatski dans le kraï du Kamtchatka. Inauguré le 12 septembre 2015, elle fut érigée en l'honneur de la ville qui a reçu le titre de Ville de la gloire militaire (ru) en 2011.

## Histoire

### Raisons
L'histoire de la ville est liée à de nombreux noms célèbres d'officiers de marine dans l'histoire du monde. La ville a été fondée par des marins et a longtemps été dirigée par des officiers du département maritime. Les officiers de marine ; participants aux voyages autour du monde ont apporté une grande contribution à l'étude du Kamtchatka, péninsule d'Extrême-Orient russe. Et les habitants de la ville ont pris part à plusieurs reprises aux hostilités sur le territoire de la péninsule et de la ville.
Ainsi, Petropavlovsk-Kamtchatski comporte quatre événements importants d'un point de vue militaire : 
- Le siège de Petropavlovsk en août 1854 lors de la guerre de Crimée (1853-1856) contre les forces de l'armée combinée flotte anglo-française avec un corps de marine à bord, siège qui échoua, les Russes résistant ;

- La défense du Kamtchatka contre l'armée japonaise pendant la guerre russo-japonaise (1904-1905)
- La contribution des ouvriers pendant la Seconde Guerre mondiale : la ville fournissait une énorme quantité de poisson pour les besoins du front, se livrait à la production de coquillages et collectait même des fonds pour créer une colonne de char
- L'invasion des îles Kouriles par les troupes du 2e front d'Extrême-Orient et de la flotte du Pacifique de l'URSS basées au Kamtchatka contre les troupes japonaises pendant la guerre soviéto-japonaise (1945) ; la dernière page de la Seconde Guerre mondiale.

La construction d'un port maritime à Petropavlovsk pendant la période de guerre, capable de traiter jusqu'à un million de tonnes de cargaisons diverses par an, en peu de temps, dans des conditions de ressources extrêmement limitées, est devenu un facteur déterminant du développement économique et social de la région dans les années d'après-guerre. Par décret du Présidium du Soviet suprême de l'URSS du 31 octobre 1972, Petropavlovsk-Kamtchatski a reçu l'Ordre de la bannière rouge du travail pour son travail pendant la Seconde Guerre mondiale.

### Construction du monument et hommages
Par décret du président de la fédération de Russie n°1458 du 3 novembre 2011, la ville de Petropavlovsk-Kamchatski a reçu le titre honorifique de « Ville de la gloire militaire »,. L'initiative de conférer le titre, venant des députés de la Douma municipale et des organisations publiques municipales, a été soutenue par l'administration municipale. Le 23 février 2012, dans la salle Catherine du Kremlin de Moscou, une cérémonie a été organisée pour remettre des diplômes sur l'attribution du titre à des villes, dont Petropavlovsk-Kamchatski.
Conformément au décret du président de la fédération de Russie du 1er décembre 2006 n°1340, dans chaque ville récompensée par ce titre, une stèle dédiée à cet événement est installée. En 2013, l'administration municipale a organisé un concours et le 12 septembre 2015, l'inauguration du mémorial a eu lieu, programmée pour coïncider avec le 275e anniversaire de la fondation de la ville. La cérémonie a réuni des anciens combattants, des représentants des autorités, des jeunes, des militants sociaux et des militaires du Groupe des forces et des forces du nord-est de la Russie. Le monument a été consacré par l'évêque de Petropavlovsk et du Kamchatka Artemy (ru). Le 24 février 2015, un timbre est entré en circulation et le 18 décembre 2015, une pièce commémorative Ville de la gloire militaire (ru) pour Petropavlovsk-Kamtchatski d'une valeur de 10 roubles a été mise en circulation.

## Caractéristiques et conception
Le symbole du courage et de la gloire militaire est une colonne dorique en granit poli (avec un chapiteau et une base en bronze) sur une base massive bordée de pierre. Le piédestal et le fût de la colonne sont en granit massif, apporté du gisement de la Baltique près de Saint-Pétersbourg. Au sommet de la colonne se trouvent les armoiries en bronze de la Russie, sur le piédestal sur une plaque en bronze se trouve le texte du décret du président de la fédération de Russie sur l'attribution d'un titre honorifique, et au verso se trouve le manteau en bronze de armoiries de Petropavlovsk-Kamtchatski. Le mémorial est orné de bas-reliefs en bronze avec des tracés d'événements historiques qui perpétuent l'exploit des défenseurs de la ville. Quatre d'entre eux sont situés sur le piédestal central, les huit autres sur des pylônes de granit situés le long du périmètre du monument. Des chaînes noires sont attachées aux côtés de la plate-forme carrée. La stèle a utilisé 300 tonnes de granit et 5 tonnes d'objets en bronze. Avec la colline en vrac et le piédestal, la hauteur du monument atteint 17 mètres ; c'est l'une des plus hautes stèles de Russie. Une grande hauteur est associée à la nécessité d'équilibrer l'échelle avec le panorama de la mer, de sorte que la colonne a été érigée sur un piédestal (des stèles de ce type se trouvent également à Arkhangelsk et Anapa).
L'auteur du projet est le sculpteur de l'Académie russe des arts (ru) Salavat Chtcherbakov. L'artiste du Kamtchatka Igor Staritsyne est l'auteur des croquis, selon lesquels des bas-reliefs en bronze ont été réalisés, reflétant les quatre événements les plus importants de l'histoire militaire de Petropavlovka-Kamchatski.

## Galerie

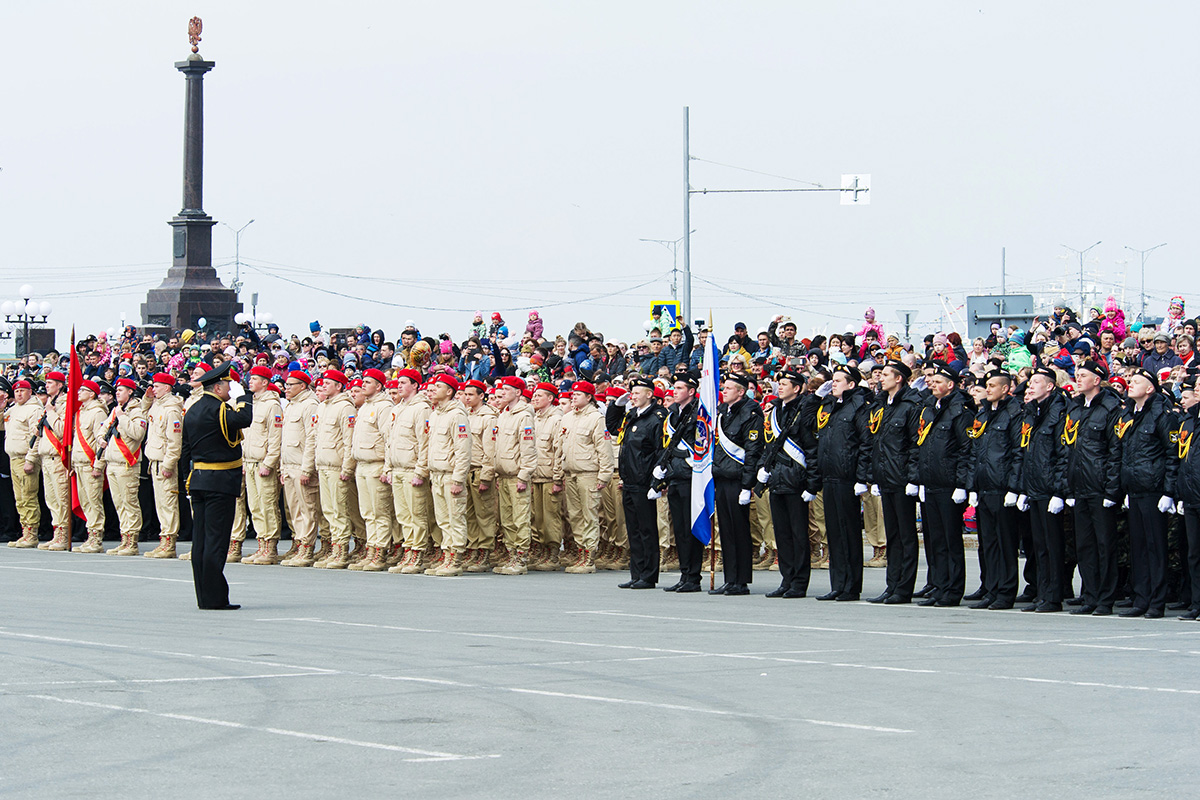
Le monument lors du défilé du jour de la Victoire de 2019.
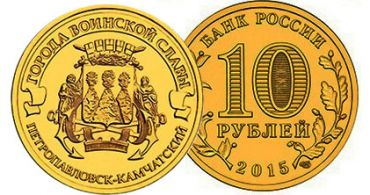
Pièce commémorative.